# Giovanni I di Svezia
Giovanni I Sverkersson (1201 – 10 marzo 1222) è stato re di Svezia dal 1216 fino alla sua morte.

## Biografia
Figlio di re Sverker II e di Ingegerd Brigersdotter, succedette a Erik X di Svezia
Non si sposò, e non ebbe discendenza.

Grazie all'influenza e potenza del casato di cui apparteneva sua madre, nel 1216 fu eletto re di Svezia.
Quando fu eletto re, probabilmente era ancora molto giovane, e necessitò di un tutore fino al 1219, data in cui poté governare da solo.
Durante il suo breve regno, intraprese una spedizione militare in Estonia (le Crociate del Nord).
Lo jarl ed il chanceller del regno entrarono in battaglia l'8 agosto 1220, contro gli estoni pagani, quando il re rientrava dalla Svezia. Giovanni e i suoi alleati conquistarono parte della Estonia, ma solo per poco tempo.

Giovanni mantenne buone relazioni con la Chiesa cattolica, fino a quando il papa dichiarò che avrebbe preferito Erik XI Eriksson sul trono di Svezia.

Giovanni morì nell'isola di Visingö, nel lago Vättern, all'età di 21 anni. Fu sepolto nel convento di Varnhem. Fu l'ultimo sovrano della dinastia di Sverker.